# Équipe de Moldavie de rugby à XIII
L'équipe de Moldavie de rugby à XIII est l'équipe qui représente la Moldavie dans les principales compétitions internationales du rugby à XIII. Elle participe au Championnat du monde des nations émergentes en 1995 et a disputé des test-matchs jusqu'au début des années 2000.
Elle est issue de la dislocation de l'équipe d' U.R.S.S de rugby à XIII. 
Les activités de cette sélection, comme celle de la fédération moldave,  semblent en sommeil depuis le début des années 2000, même si une source de 2011 indique que l'on  joue toujours au rugby à XIII dans ce pays.

## Histoire: Des résultats honorables dès  la création de l'équipe
L'équipe fait véritablement ses premières armes lors de la première édition du Championnat du monde des nations émergentes, qui se déroule en Angleterre au mois d'octobre 1995.
La Moldavie est dans le groupe 2, avec l'Irlande et le Maroc.
Dans ce groupe 2, qui ne comporte que trois équipes, l'Irlande n'a aucun mal à battre largement ses adversaires, mais les moldaves leur opposent cependant une plus grande opposition que les marocains,  puisqu’ils arrivent à marquer cinq essais aux celtes à Rochdale (score final 48-26). 
Deux jours après, à Northampton, les moldaves décrochent une belle victoire face aux marocains, qu'ils battent sur le score de 24 à 19 (16-4). Les moldaves terminent deuxième de leur groupe avec 2 points.
L'équipe ne fait plus ensuite parler d'elle dans les médias, sans que ce silence médiatique ne soit nécessairement synonyme de disparition du sport dans le pays, comme il est indiqué plus haut dans l'introduction.

## Personnalités et joueurs emblématiques
Des joueurs moldaves se sont illustrés lors du championnat des nations émergentes de 1995.
Ainsi Mikhail Piskunov est le troisième meilleur marqueur d'essais et quatrième meilleur réalisateur du tournoi avec cinq essais et vingt-deux points marqués. Son compatriote Andrei Olari prend la cinquième place des buteurs.
Ce dernier fera parler de lui en France, puisqu'il a joué pour le Toulouse Olympique vers la fin des années 1990; celui-ci jouera même pour une autre sélection; la Russie,  lors de la coupe du monde de 2000.

## Palmarès
| Coupe du monde                               | Championnat des nations émergentes                                     |
| -------------------------------------------- | ---------------------------------------------------------------------- |
| - Coupe du monde (0) - Aucune participation. | - Championnat des nations émergentes (0) - .2ème de son groupe en 1995 |

### Parcours en Coupe du monde
| Année | Position                        |         | Année                           | Position |               | Année | Position |
| 1954  | Sélection nationale inexistante | 1972    | Sélection nationale inexistante | 1995     | Non invitée   |       |          |
| 1957  | Sélection nationale inexistante | 1975    | Sélection nationale inexistante | 2000     | Non qualifiée |       |          |
| 1960  | Sélection nationale inexistante | 1977    | Sélection nationale inexistante | 2008     | Non qualifiée |       |          |
| 1968  | Sélection nationale inexistante | 1985-88 | Sélection nationale inexistante | 2013     | Non qualifiée |       |          |
| 1970  | Sélection nationale inexistante | 1989-92 | Sélection nationale inexistante | 2017     | Non qualifiée |       |          |